# Сільський військовий хліб
Сільський військовий хліб — регіональний хлібобулочний продукт, характерний для гміни Хоцивель (Старгардський повіт), внесений до польського переліку традиційних продуктів 27 липня 2012 року (заявницею була Тереза Мачеровська). 

## Історія
Традиція випікання продукту бере свій початок з 1955 року — сім'я з Ченстохови оселилася в селі Бобровники, та принесла із собою рецепт приготування хліба часів Другої світової війни. Через труднощі з постачанням та пограбування збіжжя німецькими окупантами до хліба додавали різні види домішок — у т.ч. варене житнє зерно. Продукт випікався в невеликій кількості і знову набув значення під час воєнного стану, коли з’явились чергові труднощі з харчами. 

## Характеристика
Хліб (буханки близько кілограма) випікають на попередньо підготовленій у глиняному посуді заквасці із житнього борошна та води та на житньому зерні. Ці інгредієнти поєднують, додаючи закваску, житнє борошно і сіль, і замішують вручну. Після підняття (мінімум година) тісто випікається при температурі 200°С (також близько однієї години). Хліб, запечений таким чином, має інтенсивний аромат хліба, некислий смак, шорсткувату скоринку з видимими зернами жита і є трохи коричневим (сіро-бежевим у поперечному перерізі). 
Додавання житнього зерна робить хліб вологим і еластичним і залишається свіжим близько тижня. Форма є прямокутною на щодень або круглою для особливих свят — наприклад, весіль, обжинок. 

## Призи та нагороди
У 2009 році військовий хліб зайняв друге місце на конкурсі «Наша кулінарна спадщина — смаки регіонів» (Познань) у категорії продуктів та препаратів рослинного походження. 